# Christian Grashof
Christian Grashof (*5. srpna 1943 Jablonec nad Nisou, Říšská župa Sudety) je německý herec.

## Život
Grashof vyrůstal v Löbau, v letech 1964-67 studoval na Staatlichen Schauspielschule Berlin. Debutoval v divadle Theater Karl-Marx-Stadt, kde působil v letech 1967-70. V roce 1970 získal angažmá v berlínském Deutsches Theater, to přerušil jen na dva roky (1990–92), kdy působil v Schillertheater. Mimo jiné hostoval také v divadle Thalia Theater v Hamburku.
Před televizními kamerami se poprvé objevil ještě na škole v roce 1966. Od té doby hrál v řadě filmů a seriálů.

## Úspěchy a ocenění
- V roce 1986 získal Národní cenu Východního Německa.
- Od roku 2000 je členem Akademie der Künste, obor divadelního umění.